# Zamek w Człuchowie
Zamek człuchowski – zamek krzyżacki położony w Człuchowie, drugi po Malborku pod względem wielkości zamek Zakonu. Był siedzibą komtura i konwentu krzyżackiego. Rezydował w nim m.in. Konrad von Wallenrode.

## Historia

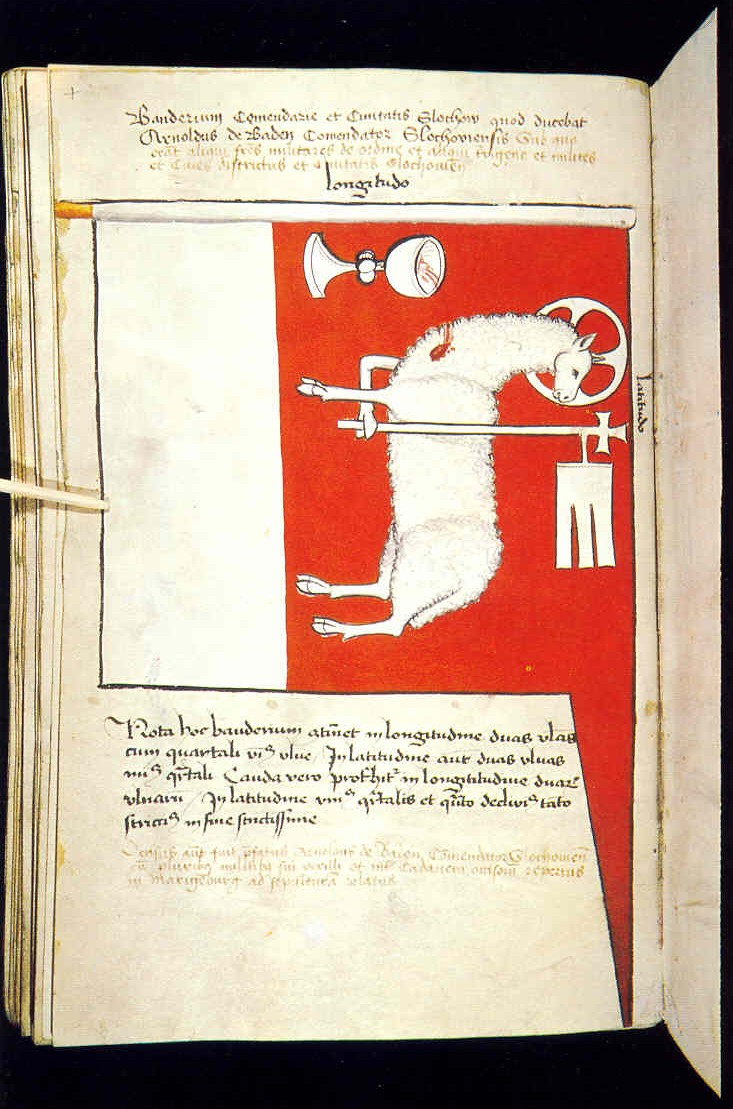
Chorągiew komturii człuchowskiej w Banderia Prutenorum

Od XII w. Człuchów wchodził w skład kasztelanii w Szczytnie, w której od 1299 kasztelanem był wojewoda kaliski Mikołaj z Ponieca. Po aneksji Pomorza Gdańskiego w 1308 syn kasztelana Mikołaja sprzedał Człuchów Zakonowi Krzyżackiemu, który w latach 1312- 1365 wybudował w Człuchowie zamek dla ochrony szlaku prowadzącego z krajów niemieckich do Prus. Położona pod osłoną zamku osada rozwijała się szybko i 19 czerwca 1348 otrzymała prawa miejskie. W czasie wojen z Zakonem wojska polskie próbowały bezskutecznie zdobyć zamek w 1414 i 1433. Zamek w rękach krzyżackich pozostał do Wojny trzynastoletniej, gdy został opanowany w 1454 przez wojska królewskie. W tym samym roku Krzyżacy próbowali bezskutecznie odbić zamek, a następnie w  1455 i 1456, jednak załoga polska odparła ataki. Kolejne ataki na zamek przeprowadzono w 1520 w czasie wojny pruskiej, kiedy zamek zaatakowały wspierające Krzyżaków wojska Dytrycha Schoenberga. Odtąd zamek był w rękach polskich aż do rozbiorów, a Człuchów od 1466 stał się miastem królewskim. Z ramienia Królestwa Polskiego na zamku rezydował starosta królewski wraz z załogą. Wśród starostów występowali przedstawiciele najsłynniejszych polskich rodów, takich jak Wejherowie, Sanguszkowie i Radziwiłłowie. W 1627 bezskutecznie próbowali zdobyć zamek Szwedzi. W czasach Potopu Szwedzi nie potrafili zająć zamku od wczesnej jesieni 1655 i udało im się to, dopiero gdy wykorzystali zimą zamarznięte wody jeziora, dzięki czemu udało im się wedrzeć na zamkowe mury. Po zakończeniu wojny zamek z powrotem trafił w polskie ręce.
Po I rozbiorze Polski w 1772 zamek został przekazany przez Kazimierza Sorokę władzom pruskim, których działania doprowadziły do jego prawie całkowitego zniszczenia. W latach 80. XVIII w. obniżono lustro jeziora o 4 metry osuszając system fos wokół zamku. Ołtarz z kaplicy zamkowej wywieziono do kościoła w Chrząstowie, ambonę do Krępska. Po pożarach w latach 1786 i 1793, które zniszczyły drewnianą zabudowę Człuchowa, król pruski Fryderyk Wilhelm II Pruski wydał zgodę na całkowitą rozbiórkę zamku w celu pozyskania materiałów budowlanych na odbudowę miasta. Rozbiórka trwała do 1811, kiedy ukazało się rozporządzenie rejencji o ochronie ruin zamku. W efekcie po budowli pozostały tylko główna wieża i kamienne mury. W latach 1826–1828 w miejscu kaplicy Zamku Wysokiego wybudowano neogotycki kościół ewangelicki według projektu inspektora budowlanego Salzmanna, który został poprawiony przez Karla Friedricha Schinkela. W 1842 na przedzamczu zachodnim zlokalizowano cmentarz ewangelicki, który podobnie jak kościół funkcjonował do 1945..

## Architektura
Zamek zbudowany został u nasady półwyspu jeziora Słuchów. Składał się z czterech części: Zamku Wysokiego oraz trzech przedzamczy, z których każde w razie potrzeby mogło stanowić samodzielny ośrodek obronny. Każda część zamku otoczona była murem z głazów granitowych i cegieł. Łączyły je mosty zwodzone, przerzucone nad fosami. Zamek posiadał 11 bram i 9 baszt.

### Zamek Wysoki
Założony był na planie kwadratu o boku 47,5 m, posiadał cztery skrzydła, wewnętrzny dziedziniec i wieżę w północno-zachodnim narożniku. Fundamenty i przyziemie zbudowano z kamienia, a mury powyżej z cegły. Znajdowały się w nim pomieszczenia dla rycerzy zakonnych i księży, sypialnie, jadalnie oraz kaplica. Najpotężniejszą jego częścią i jedyną zachowaną w całości jest wieża typu bergfried pierwotnie o wysokości ponad 50 metrów i murze o grubości do 5 metrów. Prowadziło do niej jedno wejście, 16 metrów nad ziemią (dziś wykute u podstawy), z poddasza sąsiedniego skrzydła. W podziemiach wieży znajdowały się lochy dla więźniów i studnia. Sama wieża miała służyć jako miejsce ostatniego oporu załogi w przypadku zdobycia pozostałych części zamku przez nieprzyjaciela. Zamek posiadał gdanisko wysunięte przed skrzydło południowe.

### Przedzamcze zachodnie
Położone było najbliżej miasta. W jego północno-zachodniej części znajdował się główny wjazd na teren zamku. Broniły go baszty, kwadratowa w północno-zachodnim narożniku i półkolista w zachodnim licu muru. Mieściło stajnie, wartownie, zbrojownię i spichrze.

### Podzamcze północne
Nazywane też przygródkiem lub zamkiem średnim, związane było bezpośrednio z Zamkiem Wysokim i otoczone z nim wspólnym murem. Przeznaczone było na wartownie i mieszkania dla części załogi. Łączyło pozostałe części zamku. W XVII w. wzniesiono na nim pałac starostów.

### Przedzamcze wschodnie
Posiadało największą powierzchnię. Z jego północno-wschodniego narożnika prowadziła brama na pozostałą część półwyspu (dzisiaj teren parku). Mieściło zabudowania gospodarcze.

## Stan obecny
Do dziś przetrwały fragmenty murów obronnych i wieża główna. Od 2008 na zamku trwają prace archeologiczne prowadzone przez Instytut Archeologii Uniwersytetu Warszawskiego. W trakcie prac odsłonięto dziedziniec i piwnice dawnych skrzydeł Zamku Wysokiego. Odnaleziono 200 tysięcy eksponatów w tym bullę papieża Grzegorza XI i srebrne monety z połowy XVII wieku.
W latach 2008–2015 przeprowadzono adaptację budynku na potrzeby muzeum. W ramach prac zaadaptowano dodatkowe kondygnacje dawnego kościoła ewangelickiego, przebudowano i zagospodarowano wieżę, dziedziniec bramny i dziedziniec zamkowy. W celu udostępnienia obiektu osobom niepełnosprawnym zainstalowano windy. Przebudowany zamek stał się od 2013 siedzibą Muzeum Regionalnego. Całkowita wartość projektu wyniosła ponad 14,9 mln zł, a dofinansowanie unijne z Europejskiego Funduszu Rozwoju Regionalnego ok. 8 mln zł, czyli 70,5 proc. całkowitych kosztów kwalifikowanych.
W okresie od stycznia do końca sierpnia 2014 zamek odwiedziło 19,7 tys. zwiedzających, a w analogicznym okresie 2015 25,7 tys. osób.